# Genja Jonas
Genja Jonas (2. září 1895 Rogoźno, okres Obornik, provincie Posen jako Jenny Jonas - 8. května 1938 Drážďany) byla německá fotografka.

## Rodina
Jonasová se narodila jako druhé dítě židovských obchodníků s doutníky, její otec byl Simon Sigismund Jonas (* 1866) a matka Laura Loewenthal (* 1867). Měla tři sourozence: staršího bratra Maxe (* 1894), který se stal, stejně jako jeho otec, dealerem doutníků a po konfiskaci majetku Adolfem Hitlerem emigroval se svou rodinou do Nizozemska, kde pracoval v Rotterdamu. Mladší bratr Kurt (* 1898) se stal lékařem v Drážďanech. Její sestra Sharon (* 1907, po svatbě Rosenbaumová) také úspěšně emigrovala.
Rodiče Genji Jonasové žili od 20. let 20. století se svými dětmi v Drážďanech. Podařilo se jim emigrovat, podobně jako jejich synovi Maxovi, do Nizozemska. Oba však byli v březnu 1943 v Rotterdamu zatčeni, posláni do koncentračního tábora Westerbork a odtud deportováni do vyhlazovacího tábora Sobibor. Zde byli zavražděni 23. července 1943.

## Život a dílo
Jonasová vyrůstala v Brombergu a chodila do Berlína, kde studovala fotografii. Později se usadila v Drážďanech, stejně jako její sourozenci a v roce 1920 na Bürgerwiese 6 otevřela fotografické studio „Portikus“. Mezi jejími spolupracovníky patřil také v roce 1920 fotografka Erica Stroedel (1899-1984), která se učila u Hugo Erfurtha a v roce 1931 u ní pobyl několik měsíců na vyučenou umělec Wols - fotograf, malíř a grafik.
Jonasová byla jedním z nejvyhledávanějších portrétních fotografů v Drážďanech, účastnila se mezinárodních výstav a pracovala v zahraničí, včetně Francie. V Anglii měla dovoleno fotografovat členy královské rodiny. Význam získaly její fotografie tanečnice Grety Palucci.
Jejich byt byl místem setkávání intelektuální a umělecké elity své doby. Vedle známých osobností Jonasová vytvořila také portréty mnoha obyvatel Drážďan. Zvláště její záběry dětí sklízely chválu jejích současníků, protože v nich dokázala zachytit "roztomilost a tajemnství skutečného dětství." Celkem pořídila 20 000 fotografií, z nichž se řada objevila v publikacích. "Její unikátní styl byl založen na technické metodě krátké expozice, velmi citlivá retuš, důležitý ale byl vždy psychologicky hluboký a pronikavý vhled."
Kromě portrétů dělala Jonasová také surrealistické fotografické koláže. Kromě Kurta Schwitterse, s nímž se přátelila a také jej často portrétovala, přišla několikrát do kontaktu s dadaistickým hnutím. Kromě vlastních fotografických koláží spolupracovala na kolážích se Schwitterem, v roce 1929 byly součástí výstavy "Film und Foto" ve Stuttgartu.

## Fotogalerie

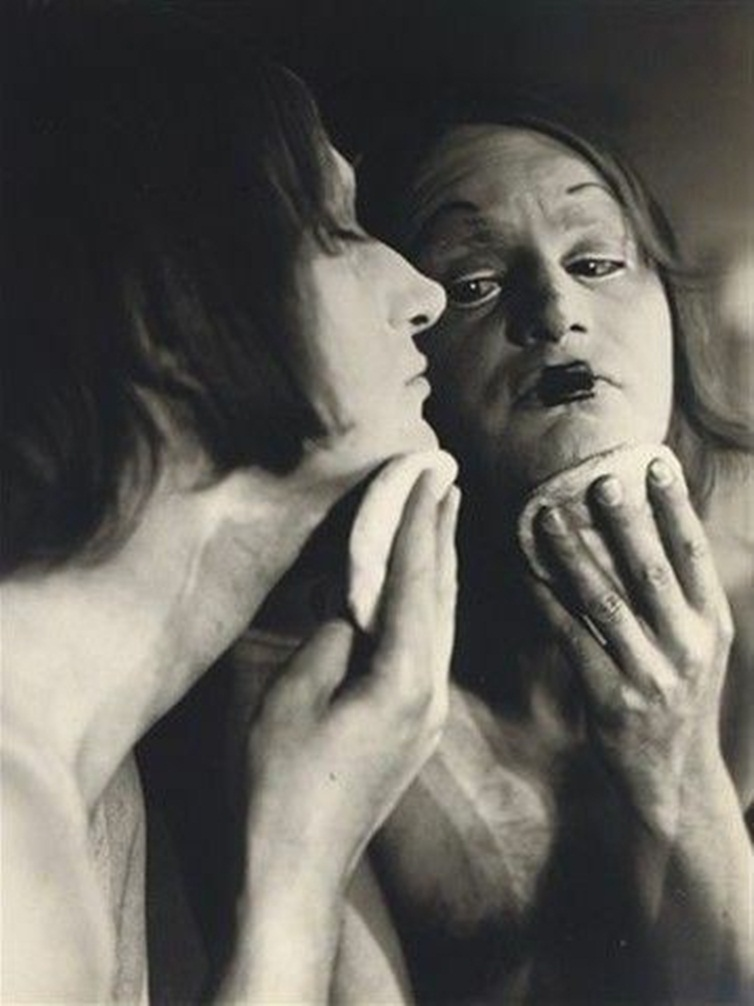
Herec Adolph Wohlbrück
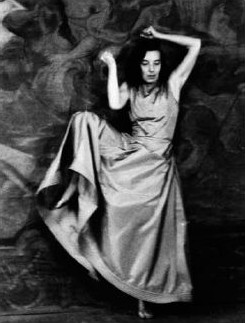
Palucca, asi 1930-1940, tanečnice Gret Palucca
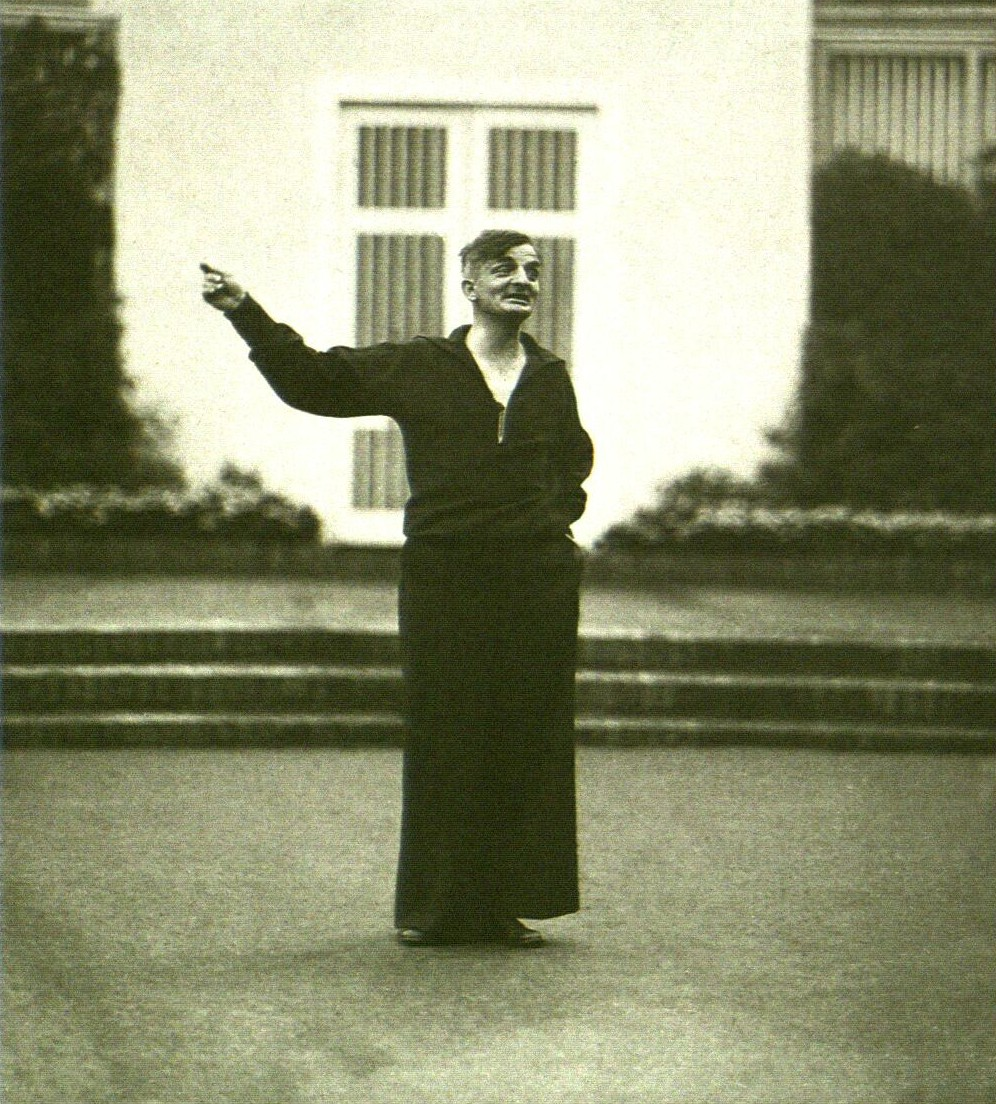
Joachim Ringelnatz, 1926
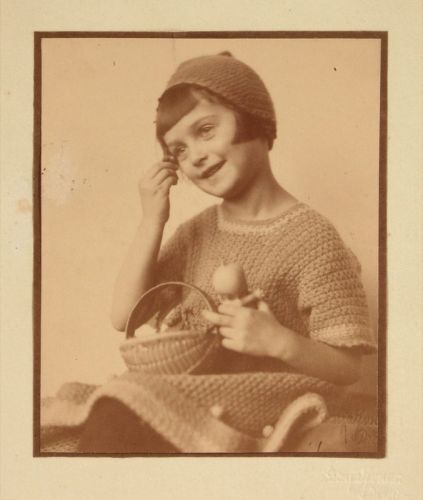
Slečna v háčkovaném kabátku, 1930
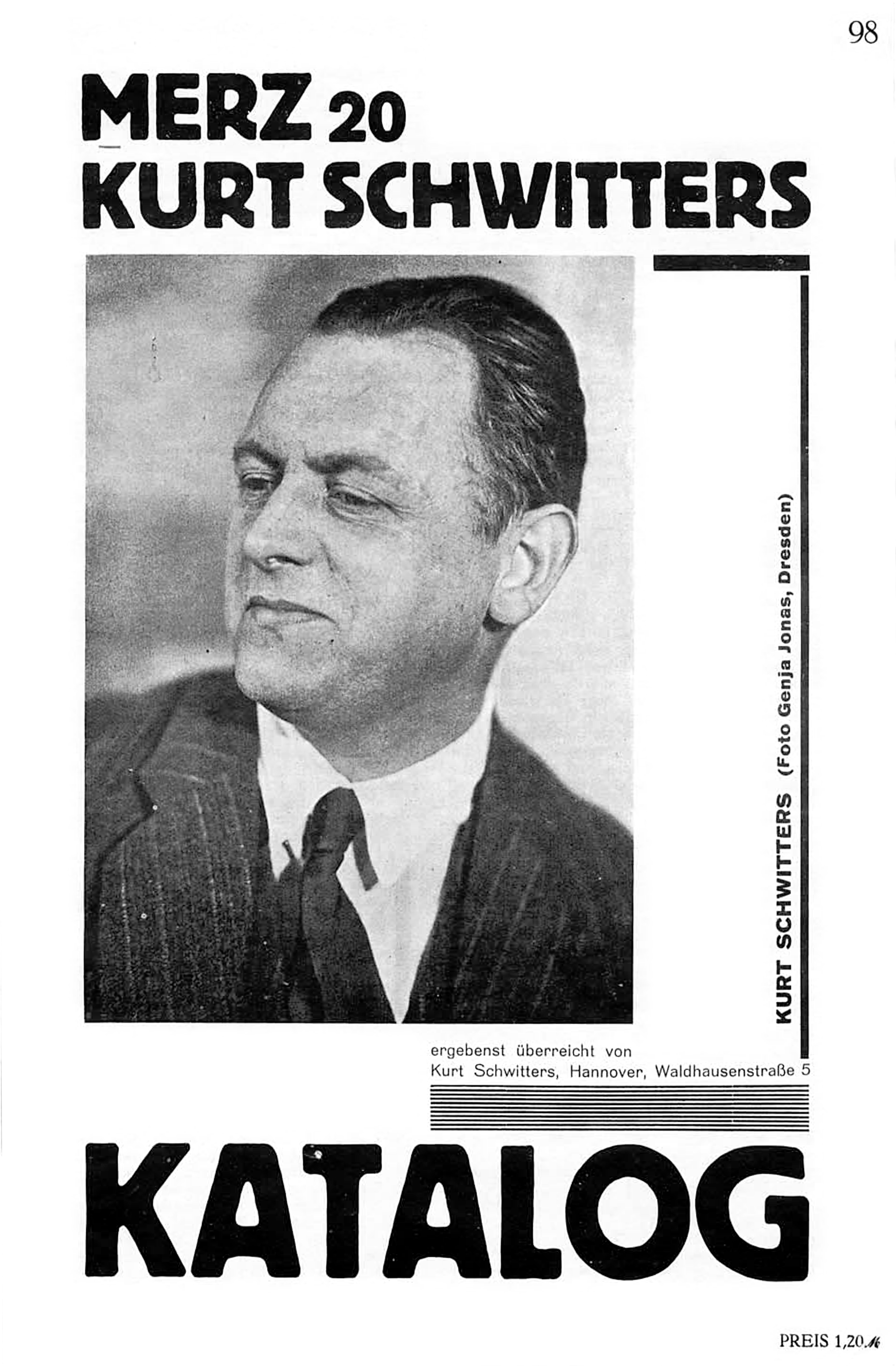
Genja Jonas: Merz 20, 1927; fotografie na obálce Kurt Schwitters
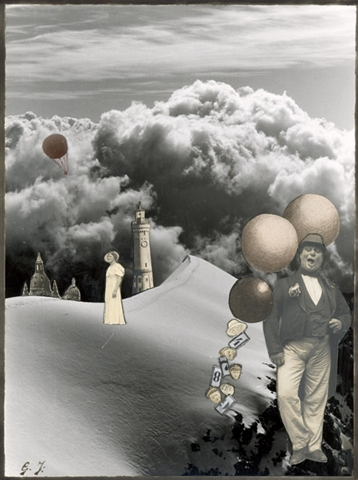
Koláž, asi 1930
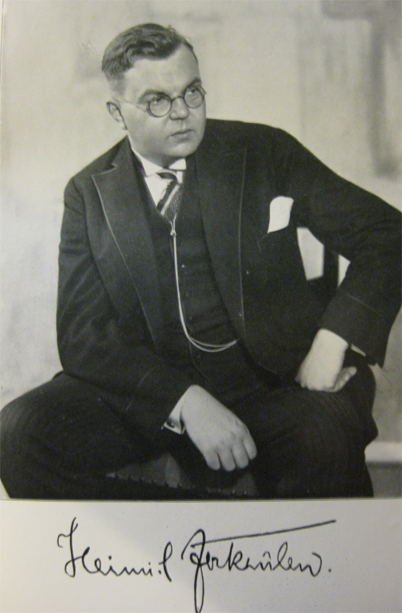
Německý spisovatel Heinrich Zerkaulen